# Віковий дуб (Мена)
Вікови́й дуб — ботанічна пам'ятка природи місцевого значення в Україні. Розташована в межах міста Мена Чернігівської області, вул. Чернігівський шлях, 7. 
Площа 0,01 га. Статус дано згідно з рішенням Чернігівського облвиконкому від 28.08.1989 року № 164. Перебуває у віданні: Менська міська рада. 
Статус дано для збереження одного екземпляра вікового дуба.